# Голобы
Голо́бы (укр. Голо́би) — посёлок в Ковельском районе Волынской области Украины. Административный центр Голобской поселковой общины.

## Происхождение названия
Голобы в старинных документах неоднократно именовались «Головбы». Существует несколько версий происхождения названия села, его точное значение не установлено.
1. Если рассматривать топоним Голобы с учётом окрестностей, которые лежат в пределах Волынской моренной гряды, большого количества холмов, образованных ледником, то можно предположить, что название поселения происходит от этих холмов: «Лысоха», где сейчас Радошинский карьер, «гора Сосовского» и песчаная гора на пути из Мельницы в Бруховичи. Таким образом, если «-бы» (укр. «-би») употреблялось в значении «будто», «словно», то выходит, что эти холмы будто лысые головы среди зелени.
2. Согласно версии исследователя истории края В. Н. Максимчука «Голобы» можно рассматривать как «Гол лобы» (укр. «Гол лоби») — голые холмы. Версии, предполагающие, что «Голобы» означало «безлесые холмы», не учитывают совершенно ровный ландшафт той местности, в которой до 18 в. располагались Старые Голобы и прилегающей к тому месту территории. Также не берется во внимание то, что леса на Волыни в далеком прошлом занимали намного большую площадь, чем сейчас, составляя практически непрерывный лесной массив, и, в частности, в окрестностях Голоб были вырублены только во второй пол. 19 в. Вместе с тем название «Голо́вбы», «Голо́бы» могло быть связано с вышеописанными холмами, и образоваться от «го́ловы» путем замены «в» на «б» с одновременным или предшествующим смещением ударения на второй слог под влиянием польского языка.
3. Есть версия, что «головбами» называли возчиков леса. В описании Луцкого замка от 1545 г. сообщается, что на постройку моста крепости «дерево дают и возят люди господарские по имени Козлиничи, Броховичи, Головбы». Однако в 16 в. «людьми господарскими» называли жителей имений, принадлежавших «господарю» — великому князю литовскому или королю, а «исправление службы со своим возом, топором, косой» (в том же документе) означало лишь вид исполняемых повинностей при Луцком замке.
4. Также есть легенда, что когда-то село принадлежало помещику, который приказывал непокорным крестьянам выстригать волосы (брить лбы). От гололобых крестьян и село назвали Головлобами, затем Голобами. Этой версии придерживался исследователь топонимии Волыни Владимир Покальчук[укр.]. Поскольку закрепощение крестьян в ВКЛ происходило на протяжении 15-16 вв, а Голобы существовали уже в начале 15 в., о чём есть свидетельства в письменных источниках, такое происхождение названия представляется малоправдоподобным.
5. Существует версия, что «Голобы» происходит от holle (старонем.) — сильный, здоровый, смелый, или holperig (нем.) — неровный. Объясняется фактом нахождения в этой местности готских племен, связывается с холмами, расположенными в близлежащей местности. Вместе с тем holperig переводится «неровный», «ухабистый», но никак не «холмистый», и происходит от holper (старонем.) - колдобина, holpern (нем.), holpert (старонем.) — «спотыкаться»[3]. Также хотя в готском языке hallus означало «скала» (от протогерм. «*hulni-»)[4] , такое название могло быть дано поселению, находящемуся непосредственно на холме, но не на равнине.
6. «Голобы» может происходить от «гло́ба» — в украинском языке и южнорусских говорах глобой называли согнутое, криво растущее дерево[5]. Позже «-ло» перешло в полногласное «оло». Таким образом, «Глобы», «Голобы» могло означать место, где растут искривленные деревья.
7. Местный вариант польского gołąb («голубь») с утратой губного «м», отсюда можно объяснить историческую форму «Головбы» от 1544, 1545, 1570 г.
8. Голобы — форма от антропонима «Голоб» (современная фамилия Голоб).

## История
В 1972 году здесь действовали деревообрабатывающий завод, плодоконсервный завод и кирпичный завод.
В январе 1989 года численность населения составляла 4295 человек.
На 1 января 2024 года численность населения составляла 3792 человека.

## Транспорт
Здесь находится железнодорожная станция на линии Ковель — Луцк Львовской железной дороги.